# 2000 (numero)
Duemila (2000) è il numero naturale dopo il 1999 e prima del 2001.

## Proprietà matematiche
- È un numero pari.
- È un numero composto, da 20 divisori: 1, 2, 4, 5, 8, 10, 16, 20, 25, 40, 50, 80, 100, 125, 200, 250, 400, 500, 1000, 2000. Poiché la somma dei suoi divisori (escluso il numero stesso) è 2836 > 2000, è un numero abbondante.
- È un numero semiperfetto in quanto pari alla somma di alcuni (o tutti) i suoi divisori.
- È un numero malvagio.
- È un numero pratico.
- È un numero congruente.
- È un numero potente.
- È un numero di Harshad nel sistema numerico decimale.
- È un numero palindromo e un numero ondulante nel sistema di numerazione posizionale a base 13 (BAB).
- È un numero a cifra ripetuta (nonché palindromo) nel sistema posizionale a base 7 (5555).
- È parte delle terne pitagoriche (450, 2000, 2050), (560, 1920, 2000), (704, 1872, 2000), (975, 2000, 2225), (1200, 1600, 2000), (1500, 2000, 2500), (2000, 2100, 2900), (2000, 2805, 3445), (2000, 3750, 4250), (2000, 4800, 5200), (2000, 6090, 6410), (2000, 7875, 8125), (2000, 9900, 10100), (2000, 12420, 12580), (2000, 15561, 15689), (2000, 19950, 20050), (2000, 24960, 25040), (2000, 31218, 31282), (2000, 39975, 40025), (2000, 49980, 50020), (2000, 62484, 62516), (2000, 99990, 100010), (2000, 124992, 125008), (2000, 199995, 200005), (2000, 249996, 250004), (2000, 499998, 500002), (2000, 999999, 1000001).

## Astronomia
- 2000 Herschel è un asteroide della fascia principale del sistema solare.
- NGC 2000 è un ammasso aperto della costellazione della Mensa.

## Altri ambiti
- Windows 2000 è stato un sistema operativo Microsoft.
- TV2000 è un'emittente televisiva italiana a diffusione nazionale, controllata dalla Conferenza Episcopale Italiana.
- Natura 2000 è una rete di siti di interesse comunitario (SIC), e di zone di protezione speciale (ZPS) creata dall'Unione europea.